# グリニャスコ
グリニャスコ（伊: Grignasco）は、イタリア共和国ピエモンテ州ノヴァーラ県にある、人口約4,400人の基礎自治体（コムーネ）。

## 地理

### 位置・広がり
| 隣接するコムーネは以下の通り。括弧内のVCはヴェルチェッリ県所属を示す。 - ボーカ - ボルゴセージア (VC) - プラート・セージア - セッラヴァッレ・セージア (VC) - ヴァルドゥッジャ (VC) |

## 行政

### 分離集落
グリニャスコには、以下の分離集落（フラツィオーネ）がある。
- Ara, Arvostio, Battistetto, Bertasacco, Bertolotto, Cà Marietta, Carola, Casa Negri, Garodino, Isella, Mollia D'Arrigo, Pianaccia, Sagliaschi, San Rocco, Sella, Torchio, Bovagliano

## 姉妹都市
- Pont-Sainte-Maxence、フランス